# Dunes de Tadoussac
Les dunes de Tadoussac sont des dunes situées à Tadoussac, en bordure de l'estuaire du Saint-Laurent, dans la région administrative de la Côte-Nord, au Québec (Canada).

## Géographie

### Localisation
Les dunes font face à la batture aux Vaches, un haut-fond de l'estuaire du Saint-Laurent situé à l'est de l'embouchure du fjord du Saguenay. Elles se trouvent plus exactement à l'est du village de Tadoussac, entre l'anse Élisabeth et la baie du Moulin à Baude. Elles s'étendent sur un peu plus de deux kilomètres et font jusqu'à un kilomètre de profondeur à certains endroits.

### Écologie
Selon les données du cinquième inventaire écoforestier du Québec méridional du Ministère des Ressources naturelles et des Forêts, le type écologique des dunes de Tadoussac est celui d'une pessière noire à lichens sur dépôt minéral de mince à épais, de texture grossière, de drainage xérique ou mésique. On trouve principalement à proximité le pin gris, le pin rouge, l'épinette noire, l'épinette rouge, le sapin baumier, le peuplier et le bouleau à papier.
Des relevés aériens de 1964 et 2021 montrent une progression de la forêt sur les dunes. Un dilemme oppose la préservation de la forêt et le maintien du paysage dunaire.
Les dunes sont le site principal de l'Observatoire d'oiseaux de Tadoussac, un programme de recherche créé en 1993 rattaché à l'organisme scientifique et environnemental Explos-Nature. On peut y observer des rapaces et passereaux en déplacement diurne dans leur migration en provenance du nord du Québec et du Labrador.

### Géologie
Les dunes sont une terrasse marine formée après la dernière période glaciaire par le rehaussement de la croûte terrestre. Elles sont composées de sable.

## Tourisme et préservation

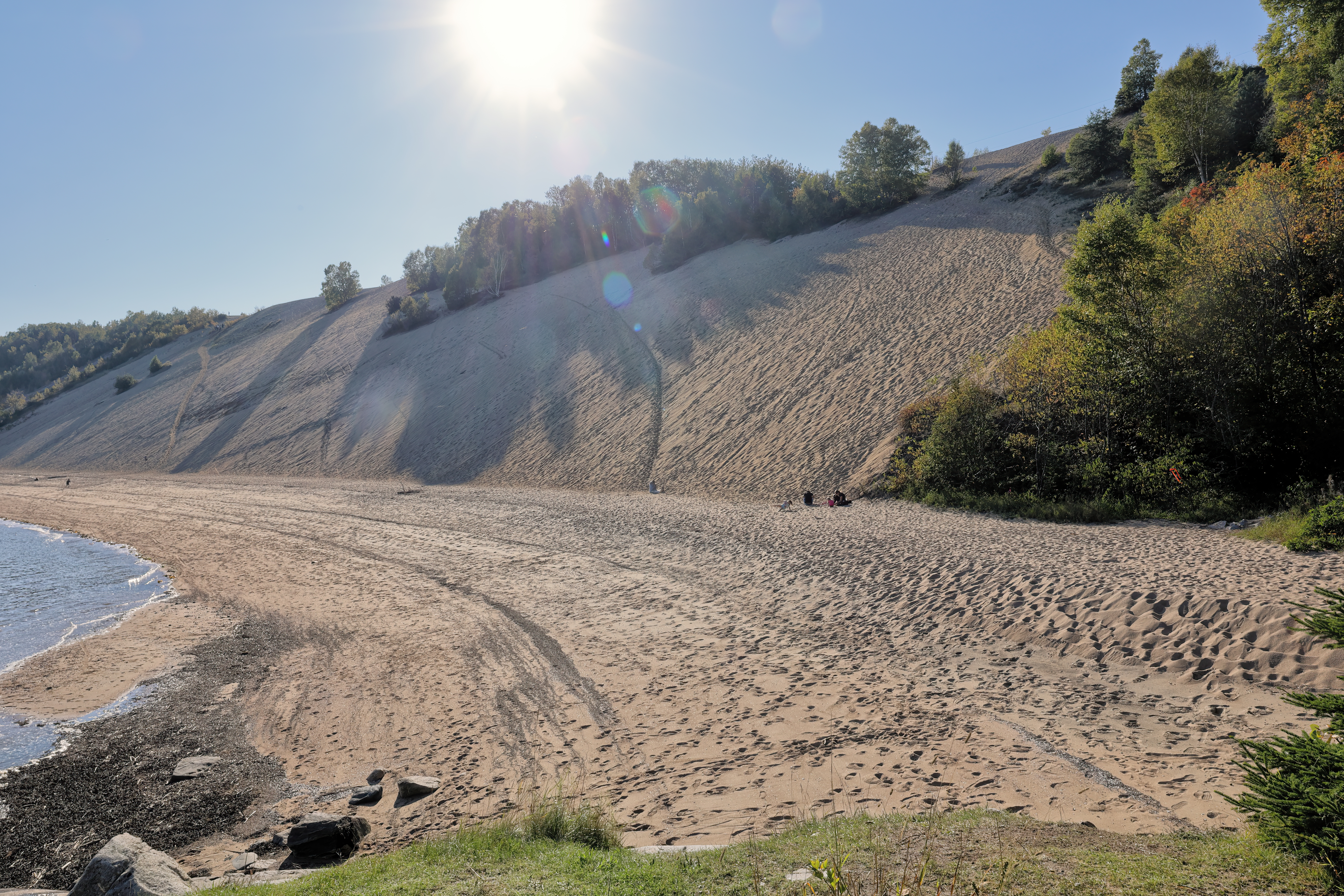
Plage sur le rivage de la baie du Moulin à Baude.

En juillet 2021, le site recevrait environ un millier de visiteurs par jour. Des roches sont installées pour délimiter le stationnement et les environs sont surveillés par des patrouilleurs. La pratique du camping soulève régulièrement des problèmes de gestion des déchets,. 
L'aire marine située en contrebas des dunes est protégée au sein du parc marin du Saguenay–Saint‑Laurent.
La création d'un parc national est à l'étude depuis plusieurs années. Le parc protègerait 4,5 hectares et inclurait des sentiers de randonnée pédestre, des terrains de camping et une tour d'observation.